# Universidad Piedmont
La Universidad Piedmont es una universidad privada en Demorest y Athens, Georgia. Fundado en 1897, el campus Demorest de Piedmont incluye 300 acres en un entorno universitario residencial tradicional ubicado en las estribaciones de las montañas del noreste de Georgia Blue Ridge. La inscripción total es de aproximadamente 2571 estudiantes y el campus incluye diez dormitorios que albergan a más de 720 estudiantes.
Piedmont College ofrece más de 50 programas académicos de pregrado en las Escuelas de Artes y Ciencias, Negocios, Educación y Enfermería y Ciencias de la Salud. Los estudiantes pueden obtener títulos de Licenciatura en Artes (BA), Licenciatura en Bellas Artes (BFA), Licenciatura en Ciencias (BS) o Licenciatura en Ciencias en Enfermería (BSN). Los programas de posgrado incluyen Maestría en Administración de Empresas (MBA), Maestría en Artes (MA) y Maestría en Artes en Enseñanza (MAT), Especialista en Educación (EdS) y Doctorado en Educación (EdD).

## Historia
La universidad abrió como JS Green Collegiate Institute en 1897, fundada por residentes del condado de Habersham, Georgia. El primer presidente fue el reverendo Charles C. Spence. La Junta de Misiones Estadounidenses de la mayoría de las Iglesias Congregacionales de Nueva Inglaterra (más tarde Iglesias Congregacionales Cristianas) operó la universidad desde 1901 hasta 1948 y cambió el nombre a Piedmont College para representar la región geográfica. En 1948, bajo la presidencia de James Walter, la universidad se convirtió en una institución independiente, aunque mantiene una afiliación con la Iglesia Unida de Cristo (UCC) y la Asociación Nacional de Iglesias Cristianas Congregacionales (NACCC), quienes afirman descender de la tradición congregacional. Los congregacionalistas se hicieron cargo de la escuela de los metodistas a principios del siglo XX.
En 1994, la universidad comenzó a expandirse, agregando escuelas de Negocios y Enfermería y Ciencias de la Salud a sus programas existentes en Artes, Ciencias y Educación. La universidad también abrió un campus en Athens, Georgia, y comenzó a ofrecer cursos de educación de posgrado fuera del campus en todo el estado. El campus de Demorest creció sustancialmente con la adición de la Biblioteca Arrendale; Centro Stewart de Matemáticas, Ciencia y Tecnología; Swanson Center for Communications and the Performing Arts, Mize Athletic Center, Smith-Williams Art Studios y, en 2015, Student Commons. La universidad también agregó cinco nuevos dormitorios y 48 residencias estilo apartamento.
En 2019, el presidente de Piedmont College, James Mellichamp, fue acusado de agresión sexual por el profesor titular Rick Austin, quien también es alcalde de Demorest. Sin embargo, la Comisión de Igualdad de Oportunidades en el Empleo no pudo concluir que las acusaciones de Austin violaron los estatutos. Después de que las acusaciones se hicieran públicas, Piedmont College demandó a la ciudad de Demorest, exigiendo que Austin renunciara a su cargo y renunciara como alcalde. Piedmont presentó la demanda en mayo de 2021, dos años después de las alegaciones iniciales de Austin. La universidad alegó que el alcalde y el concejo municipal de Demorest violaron sus derechos constitucionales bajo la Cláusula de Protección Igualitaria de la Enmienda 14 de la Constitución de los Estados Unidos cuando la ciudad instituyó un aumento en las tarifas de agua y alcantarillado dirigido únicamente a la universidad a partir de 2019. Austin presentó una demanda contra los miembros del Comité Ejecutivo de la Junta de Síndicos de Piedmont alegando una conspiración para obstruir la justicia tomando represalias por su testimonio. En abril de 2021, Piedmont College cambió su nombre a la Universidad de Piedmont.

## Campus
Piedmont tiene dos campus, el original en Demorest y la nueva expansión en Atenas. El campus de Demorest de Piedmont está ubicado en aproximadamente 300 acres (121,4 ha) en el condado de Habersham. El campus de Athens está ubicado en Prince Avenue, cerca del centro de Athens, en el sitio de la Iglesia Bautista Prince Avenue original.

### Demorest

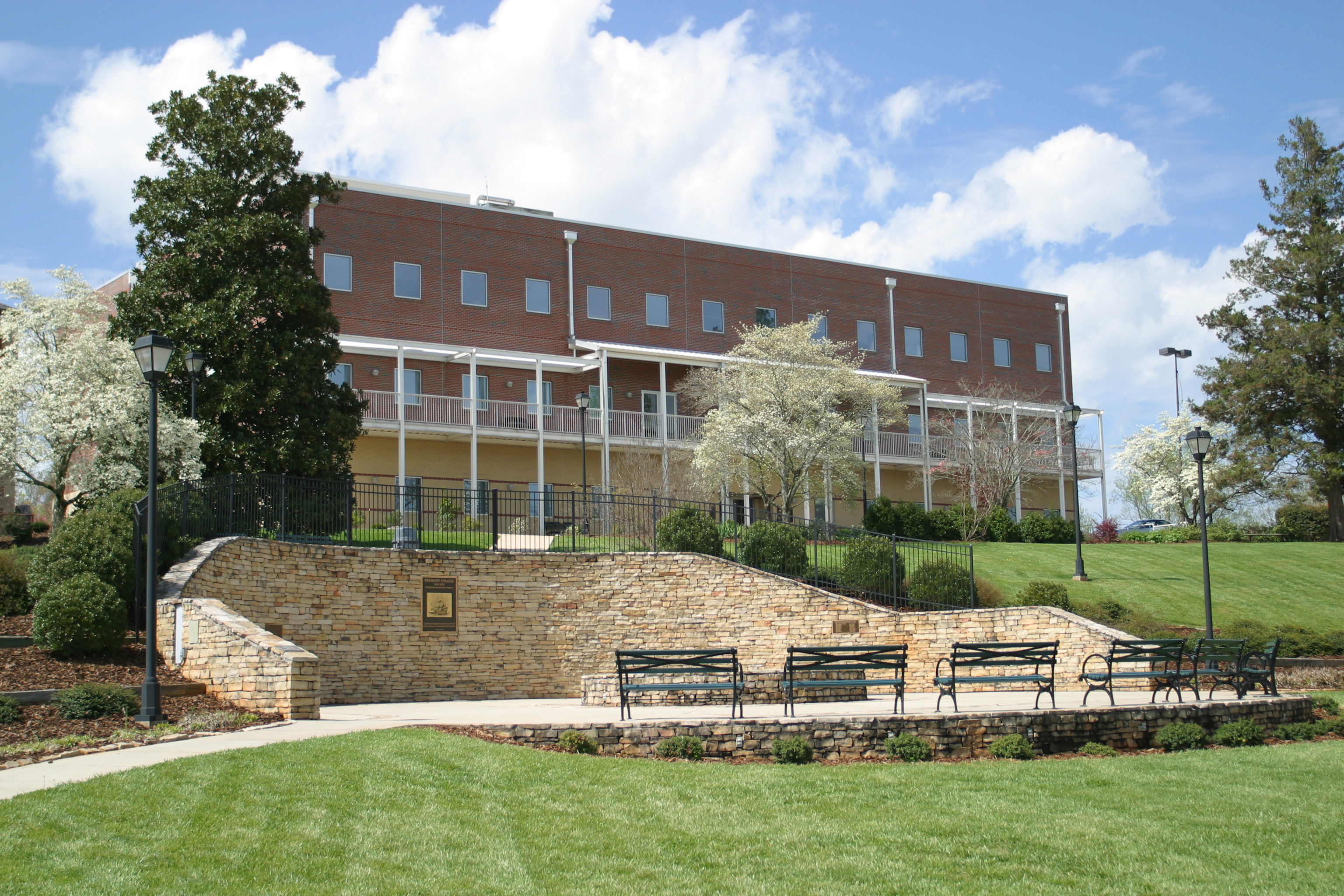
Stewart Hall, uno de los edificios de aulas de Piedmont, alberga laboratorios y aulas para los departamentos de matemáticas y ciencias.

El campus de Demorest es principalmente un campus residencial, con diez dormitorios, incluidos los pasillos Getman-Babcock, Purcell, Wallace, Swanson, Johnson, Mayflower, New Bedford, Plymouth e Ipswich que juntos albergan a unos 600 estudiantes. Piedmont Village (vivienda estilo apartamento que se inauguró en 2015) alberga a 180 estudiantes adicionales.
Los edificios académicos incluyen Daniel Hall, que alberga la Escuela de Enfermería RH Daniel, el Departamento de Humanidades y las oficinas administrativas. Stewart Hall alberga los Departamentos de Ciencias y Matemáticas. La Escuela de Educación está ubicada en la Biblioteca Arrendale. La Escuela de Negocios Walker está ubicada en Camp Hall, que se encuentra junto a la Casa del Presidente. El departamento de Música está ubicado en el Centro de Adoración y Música, que incluye aulas y espacio para presentaciones, así como el órgano de tubos Sewell, un órgano de 3675 tubos construido por la compañía Casavant Frères de Saint-Hyacinthe, Quebec.
El Departamento de Arte está ubicado en Smith-Williams Studios y Martens Hall adyacente. El Museo de Arte Mason-Scharfenstein está ubicado en el centro de Demorest. Cuenta con una gran colección permanente y alberga numerosas exhibiciones durante todo el año.
Los Departamentos de Teatro y Comunicaciones Masivas están ubicados en el Centro Swanson para las Artes Escénicas y la Comunicación, un edificio de $14 millones que cuenta con dos teatros y salas de edición para producciones impresas, de video y web. Al lado está el Anfiteatro Arrendale, un lugar al aire libre con capacidad para 500 personas. WPCZ, la estación de radio dirigida por estudiantes, se encuentra en el Swanson Center, junto con la estación de televisión dirigida por estudiantes, PC60.
El campus también incluye Walker Fields para sóftbol, fútbol y lacrosse, así como el estadio de béisbol Loudermilk para béisbol. El Centro Atlético Johnny Mize alberga el O'Neal Cave Arena para baloncesto y voleibol. El Mize Center incluye un museo que presenta exhibiciones de recuerdos de béisbol de Mize recopilados durante su carrera en Piedmont y como jugador del Salón de la Fama en las ligas mayores con los St. Louis Cardinals, los New York Giants y los New York Yankees.

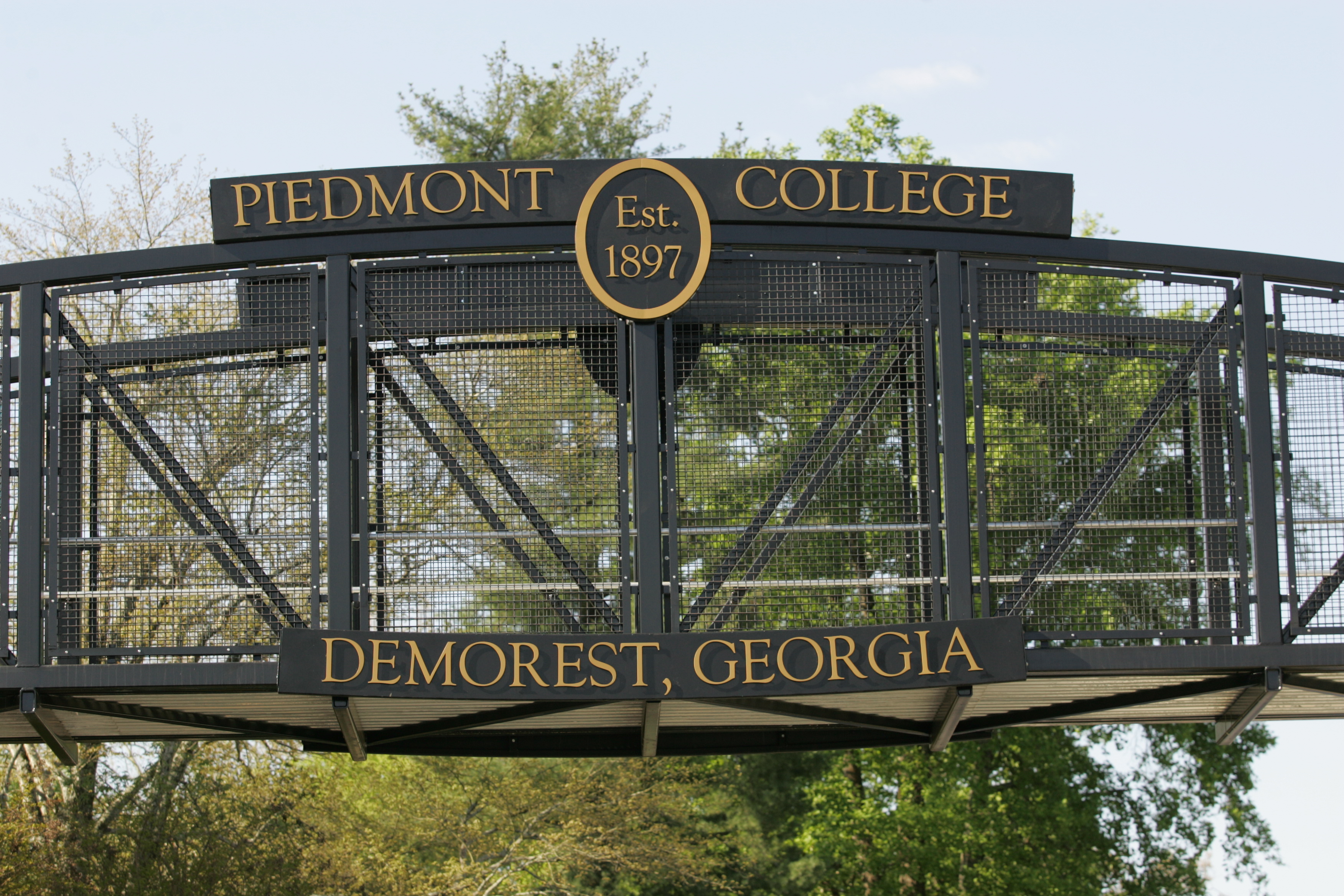
El puente peatonal en Piedmont College se conecta con partes del campus que están separadas por la histórica US 441 Highway.

También hay algunos edificios de propósito general. Lane Hall, que da al patio, es el antiguo gimnasio remodelado, que alberga el Student Success Center. También está la Casa del Presidente, el edificio de Admisiones y el puente peatonal que cruza la histórica US 441. El puente se ensambló fuera del sitio y se colocó en su lugar con una grúa, y se inspiró en el puente peatonal 21st Avenue de la Universidad Vanderbilt. La instalación del puente fue un proyecto conjunto del Departamento de Transporte de Georgia, Piedmont College y la ciudad de Demorest.
Gran parte de la propiedad Demorest de Piedmont ahora son humedales. El área de los humedales fue una vez el sitio del lago Demorest (desde 1890 hasta 2008). El lago se drenó debido a una represa irreparable, y la propiedad se convirtió en un humedal para que los estudiantes y profesores lo usaran en sus estudios.
El corazón de la vida estudiantil en Piedmont es el nuevo Student Commons, que se inauguró en el otoño de 2015. El espacio común de 58,000 pies cuadrados cuenta con el comedor del campus, el gimnasio (con una cancha de baloncesto grande con una pista para caminar, una roca -muro de escalar y una cancha de ráquetbol), la librería oficial de Piedmont College y un café Starbucks. The Commons también alberga los Servicios para el Estudiante (Student Services) y tiene una sala de conferencias y salas de estudio de última generación, así como oficinas para el personal.

### Athens
La universidad abrió una pequeña instalación de extensión en 1996 y ahora ocupa siete edificios cerca del corazón del centro de Athens en Prince Avenue. El campus ofrece programas de pregrado de cuatro años diseñados para estudiantes tradicionales y no tradicionales. Para los estudiantes de posgrado, hay programas en negocios (MBA), enfermería (BSN y MSN) y educación (MA, MAT, EDS y EDD).
El campus de Athens incluye Commons Hall, que alberga la mayoría de las aulas y las oficinas de los profesores, así como una gran sala de reuniones y un comedor. La Escuela de Negocios está ubicada en Rogers Hall y hay un gran centro de recreación para actividades intramuros y de acondicionamiento físico. Lane Hall en North Milledge Avenue alberga la biblioteca y las instalaciones de la Escuela de Enfermería y Ciencias de la Salud.

## Programas académicos

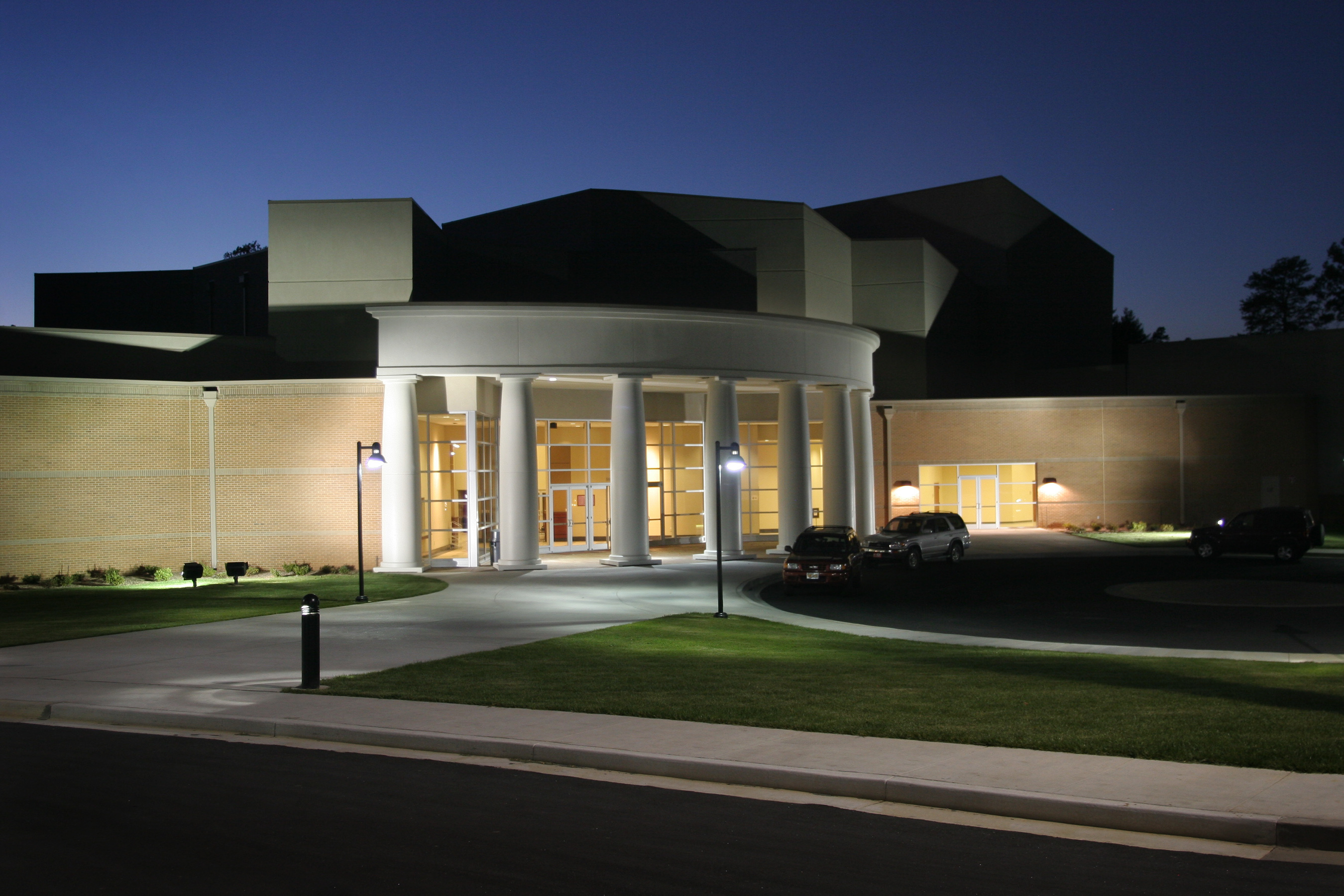
El Centro Swanson, construido en 2007, alberga el Departamento de Comunicaciones Masivas y Artes Escénicas

Piedmont está acreditado por la Asociación Sureña de Colegios y Escuelas (SACS). Los programas específicos están acreditados por la Comisión de Acreditación de la Liga Nacional de Enfermería (NLNAC) o el Consejo de Acreditación de Escuelas y Programas de Negocios (ACBSP).

### Escuelas
Piedmont College está compuesto por cuatro escuelas: la Escuela de Artes y Ciencias, la Escuela de Educación, la Escuela de Negocios Harry W. Walker y la Escuela de Enfermería y Ciencias de la Salud RH Daniel.

#### Escuela de Artes y Ciencias
Los estudiantes pueden tomar cursos en los nueve departamentos que componen la Escuela de Artes y Ciencias. Estos departamentos incluyen: Arte, Humanidades, Estudios Interdisciplinarios, Comunicación Masiva, Matemáticas y Física, Música, Ciencias Naturales, Ciencias Sociales y Teatro. A través de estos departamentos, los estudiantes pueden obtener títulos de Licenciatura en Artes, Licenciatura en Bellas Artes y Licenciatura en Ciencias.

#### Escuela de Negocios Harry W. Walker
La Escuela de Negocios Harry W. Walker recibió la acreditación en noviembre de 2007 del Consejo de Acreditación de Escuelas y Programas de Negocios (ACBSP) para los programas de negocios de pregrado y posgrado en los campus Demorest y Athens de Piedmont. A través de la Escuela de Negocios, los estudiantes pueden obtener una Licenciatura en Artes (BA) en Administración de Empresas o una Maestría en Administración de Empresas (MBA). El programa BA incluye concentraciones en contabilidad, finanzas, negocios generales, administración y marketing. El programa MBA es un programa de 12 cursos de paso fijo que ofrece la comodidad de los cursos nocturnos y se puede completar en tan solo 18 meses.

#### Facultad de Educación
La Escuela de Educación ofrece programas de licenciatura en campos que incluyen Educación Infantil, Grados Medios, Drama, Secundaria y Educación en Español. Los estudiantes también pueden obtener títulos de Maestría en Artes en Enseñanza (MAT) o Maestría en Artes (MA) en una variedad de áreas. Más allá de la maestría, la escuela ofrece programas de grado de Especialista en Educación (EdS) y Doctor en Educación (EdD).

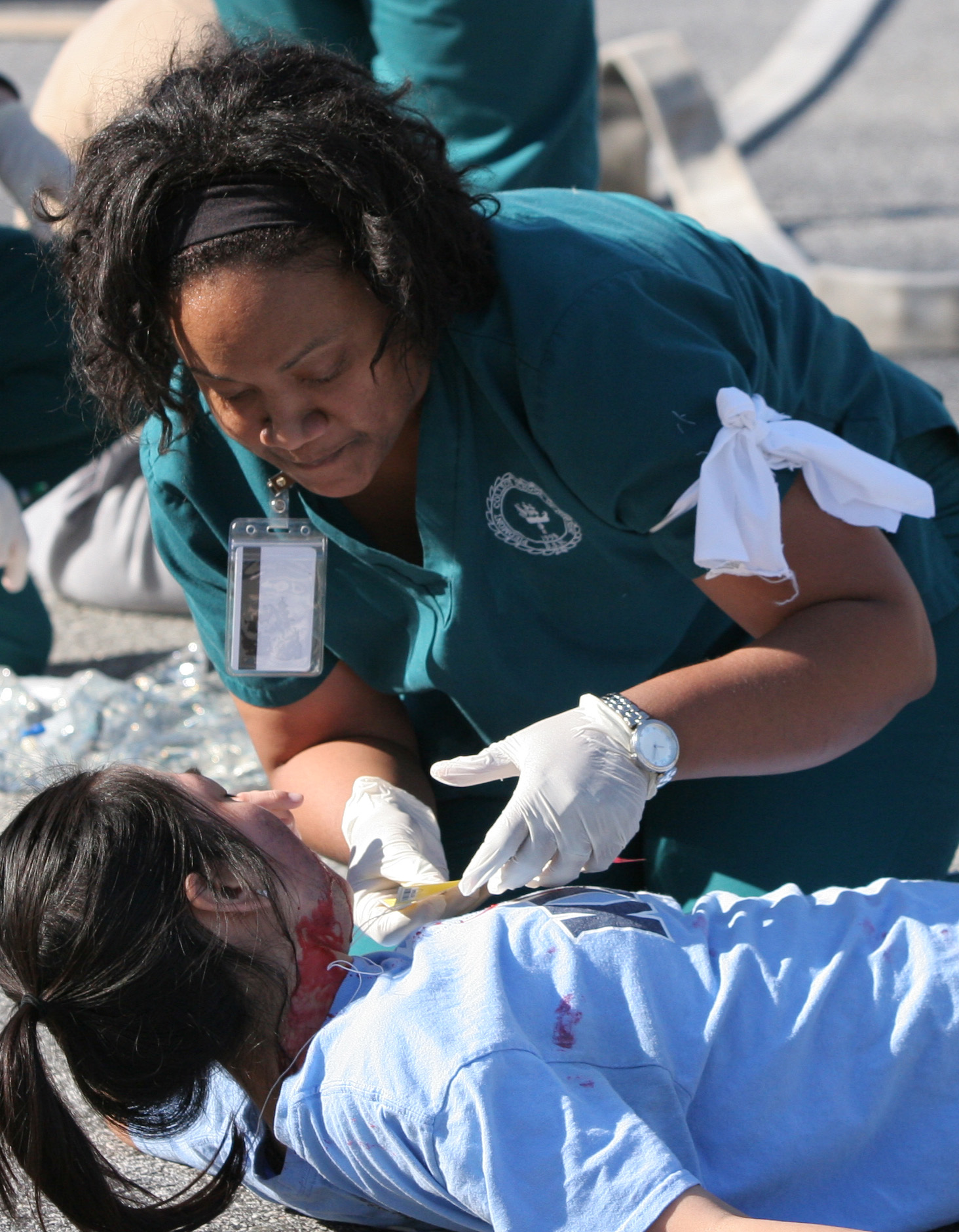
Los estudiantes del Departamento de Enfermería de Piedmont College participan en un simulacro anual de desastres para practicar sus habilidades de clasificación. El simulacro de 2015 simuló la explosión de un tanque de gasolina.

#### Escuela de Enfermería y Ciencias de la Salud RH Daniel
La Escuela de Enfermería y Ciencias de la Salud RH Daniel ofrece el título de BSN para los estudiantes que se preparan para obtener la licencia inicial. Las pistas BSN separadas también están disponibles para estudiantes que ya tienen títulos RN o LPN.

## Vida estudiantil
Además de clubes y organizaciones de servicios, Piedmont ofrece salidas creativas para cantantes, músicos y actores. Todos los estudiantes pueden ser parte del Piedmont Chorale de 100 voces, que realiza varios conciertos cada año. The Piedmont Singers es un conjunto de 50 miembros de estudiantes seleccionados que se presenta en el campus y cada año realiza giras en los EE. UU. o en el extranjero. Los grupos de actuación también incluyen a los cantantes a cappella Cantabile de 10 miembros, el conjunto de cámara Piedmont Camerata, el conjunto de viento, el conjunto de percusión y el conjunto de cuerdas.
Los estudiantes interesados en el teatro pueden unirse al Piedmont College Theatre y la sociedad de honor del teatro Alpha Psi Omega, que juntos representan una sucesión de obras cada año que van desde Shakespeare hasta el teatro infantil.
Los estudiantes interesados en la producción de escritura, fotografía, radio, televisión y web también pueden participar en una serie de organizaciones dirigidas por estudiantes, incluido el periódico estudiantil y el canal de medios, "The Roar" [anteriormente The Navigator]; el anuario de Yonahian y estaciones de radio y televisión para estudiantes.

### Revista
La primera publicación de la universidad fue The Mountain Lantern , que recibió su nombre de una luciérnaga común en los alrededores. The Lantern comenzó como una revista mensual en 1912. En 1913, The Lantern se convirtió en el anuario de la universidad. No volvería a haber una revista hasta 2006, cuando una importante en comunicaciones masivas publicó PC Magazine como su proyecto final de último año. En el otoño de 2007, la revista pasó a llamarse Pausa , que salió dos veces cada semestre; dos impresos y dos en línea. Pausadesde entonces ha estado fuera de producción. En 2021, "The Roar" ha comenzado la producción de una versión de revista del periódico anterior. Bajo la dirección del asesor Joseph Dennis, se espera que The Roar Magazine permanezca en la Universidad de Piedmont en el futuro previsible.

### Anuario
El Mountain Lantern duró solo un breve período hasta 1915. Se volvió a publicar un anuario en 1920 y el nombre se cambió a Yonahian . El nombre que suena extraño se derivó del cercana Montaña Yoná. Desde 1920, el Yonahian se publica todos los años y proporciona un registro general de estudiantes y profesores.

### Periódico
El primer periódico de Piedmont fue The Hustler, que duró de 1908 a 1909. No hubo ningún periódico hasta 1917, cuando apareció un periódico quincenal llamado The Padded Hammer en septiembre. Más tarde, en 1917, después de una votación sobre el nombre del periódico, se cambió a The Piedmont Owl. El nombre fue elegido como una referencia al concepto de sabiduría. Este también se convirtió en el nombre de los equipos atléticos de Piedmont, hasta 1921, cuando la Asociación de Estudiantes adoptó el nombre Mountain Lions, más tarde abreviado como Lions.
El búho de Piedmont duró 67 años hasta que se cambió el nombre para que coincidiera con la mascota más nueva de Piedmont. El periódico se convirtió en The Lion's Roar durante 21 años hasta 2005, cuando se cambió a The Navigator. El nombre es una referencia al barco Mayflower de los peregrinos, en honor a la relación de Piedmont con el congregacionalismo estadounidense . En el otoño de 2015, todos los medios de comunicación de la universidad se consolidaron bajo el nombre general de The Roar.

## Atletismo

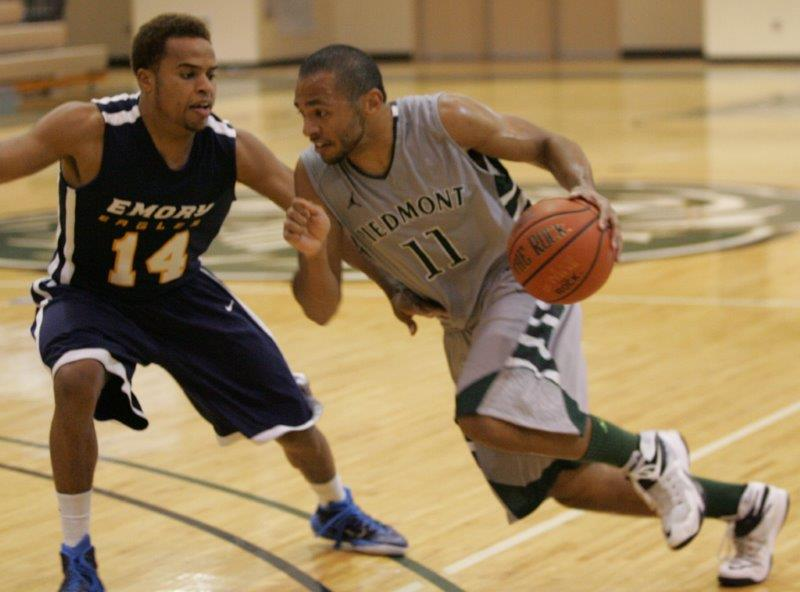
Piedmont College es una escuela miembro de la División III de la NCAA, que cuenta con 17 programas atléticos interuniversitarios.

Los equipos de Piedmont College participan como miembros de la División III de la National Collegiate Athletic Association. Los Leones son miembros de la USA South Athletic Conference. Los deportes interuniversitarios incluyen baloncesto masculino y femenino, campo traviesa, golf, lacrosse, fútbol, tenis y atletismo; voleibol y softbol femenino; y béisbol masculino. En 2016, Piedmont introdujo el ciclismo masculino y femenino. El colegio también ofrece una amplia gama de competiciones deportivas intramuros.
Piedmont fue miembro fundador de la Great South Athletic Conference (GSAC) hasta el año escolar 2012-13.